# Bruc vagant
El bruc vagant, (Erica vagans) —Cornish heath o wandering heath en anglès— és una espècie de bruc de la família de les ericàcies i és planta nativa d'Irlanda, Cornualla (Gran Bretanya), oest de França i Espanya (és molt rar a Catalunya). És un bruc vigorós que arriba a fer 75 cm d'alt i té les flors rosades.Floreix a l'estiu i la tardor. El seu epítet específic vagans literalment significa en llatí, "vagant"; i en aquest context significa "àmpliament distribuït".

## Ecologia i distribució
El bruc vagant és una espècie de distribució atlàntica que viu habitualment a les landes de bruguerola del Cantàbric i la part atlàntica de França. A la Gran Bretanya només es troba a Cornualla (Cornish heath significa bruc de Cornualla) on hi ha sòls alcalins que són els que prefereix aquesta espècie de bruc (la majoria de les espècies de brucs són en canvi calcífugs). A Cornualla la consideren la flor nacional.
Les espècies de distribució atlàntica poden arribar als Països Catalans de manera escadussera. Habitualment penetren per la Vall d'Aran (la única vall atlàntica de Catalunya). El bruc vagant, en canvi, té comptadíssimes poblacions al Pallars Jussà i al Moianès. Atesa la seva raresa a Catalunya ha estat catalogada com espècie "en perill d'extinció" per la Generalitat.

## Com a planta ornamental

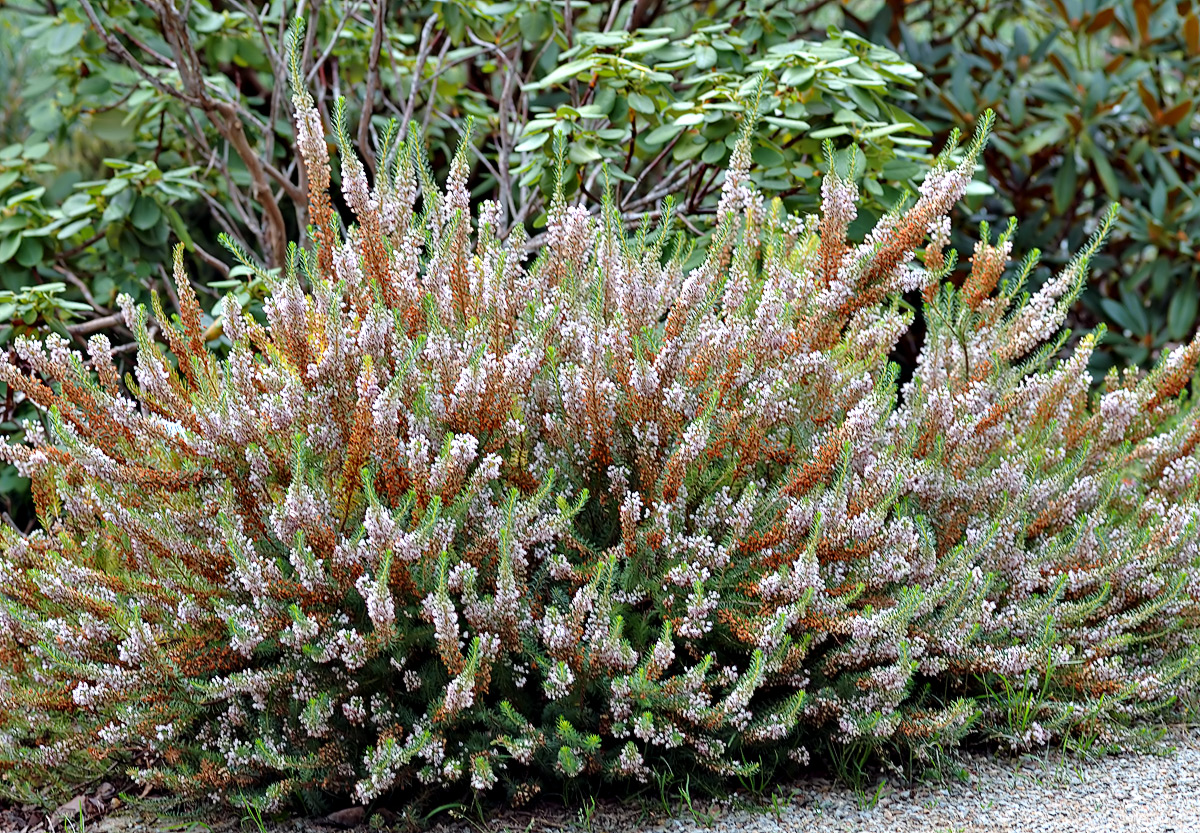
Bruc vagant

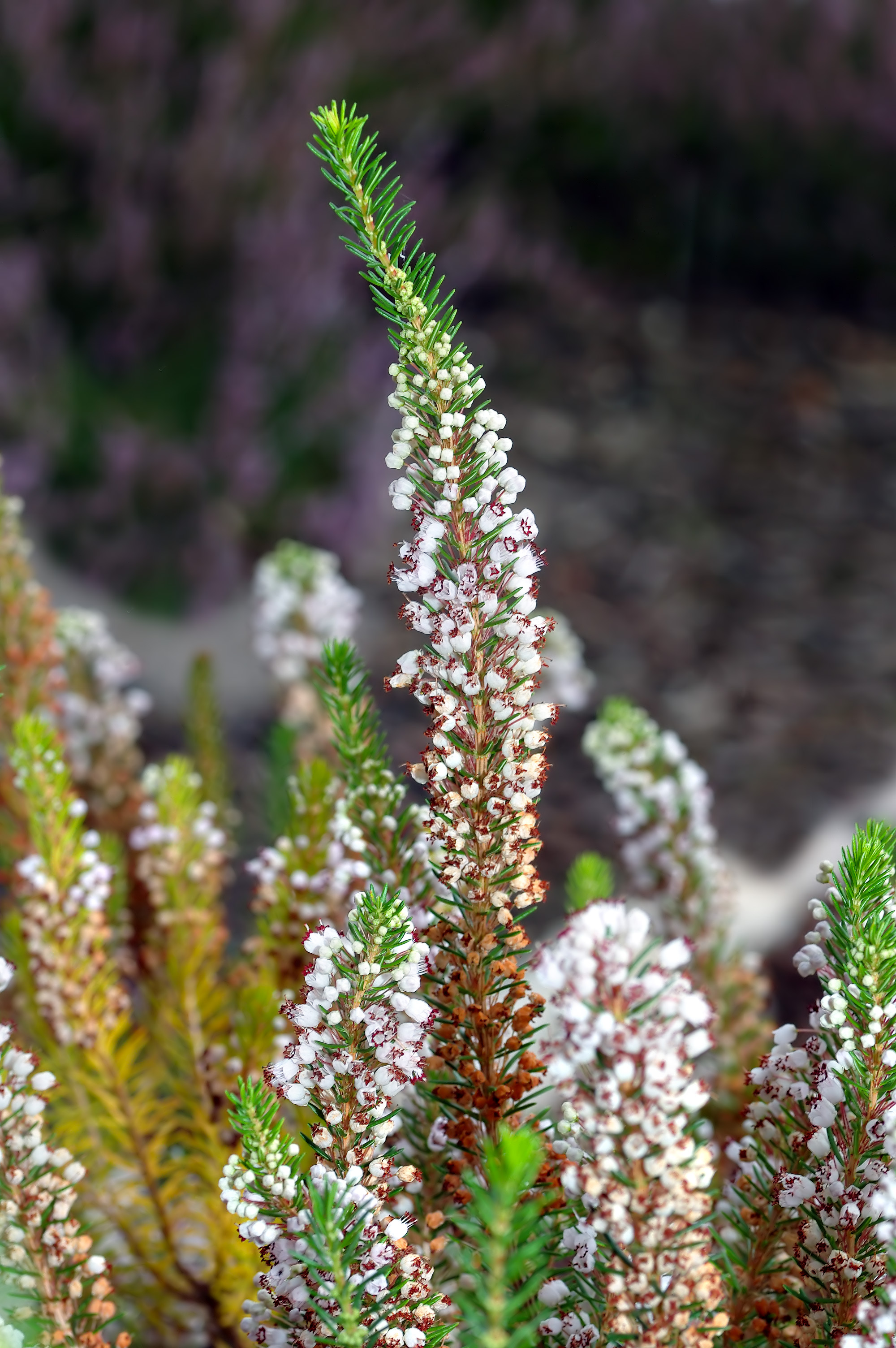
De prop

N'hi ha nombrosos cultivars amb flors de diferents colors: blanques, rosades, malves i porpra. Els següents cultivars han guanyat el premi de la Royal Horticultural Society:Award of Garden Merit:-
- E. vagans f. alba 'Cornish Cream'[7] (white-flowered variety)
- E. vagans f. alba 'Kevernensis Alba'[8] (white-flowered variety)
- E. vagans f. aureifolia 'Valerie Proudley'[9] (gold-leaved variety)